# 雅佳·娜歐蜜·金
雅佳·娜歐蜜·金（英語：Aja Naomi King，1985年1月11日—）是一位美國女演員。他在剛出道時是擔任電視節目的客串演員，之後才在CW電視網製播的醫療喜劇《醫緣》(又譯：宅女醫生)中飾演實習醫生Cassandra Kopelson。
2014年他在ABC的法律電視劇《謀殺入門課》裡飾演法律系的學生米凱拉·普萊特，她因此獲得2015年有色人種促進協會形象獎—最佳劇情類連續劇女配角的提名，另外她也參與電影《各懷心事》(Four) 及科幻片《Reversion》的拍攝，2016年她在美國歷史劇情片《一個國家的誕生》中飾演黑人奴隸Cherry Turner。

## 早年生活
金出生於洛杉磯並在核桃市(Walnut)長大。她畢業於加州大學聖巴巴拉分校並取得美術學士學位，之後又在2010年獲得耶魯大學戲劇學院的美術碩士學位，她在耶魯大學就讀時曾參與多齣戲劇的演出，包括《仲夏夜之夢》，歌劇《Little Shop of Horrors》與《美國天使》等。

## 職業生涯

### 2010–2013
金在剛出道時曾接演過幾部微電影，之後在電視上第一次亮相是在CBS電視劇《警網急先鋒》當客串演員，之後在電視劇《疑犯追蹤》、《諜海黑名單》和《Deadbeat》中也都有演出，她第一次在大螢幕上曝光是在獨立電影《Damsels in Distress》中飾演一個配角，而真正讓她站上主角位置是在2012年，她在CW電視網的醫療喜劇《醫緣》中扮演一位菜鳥外科實習醫生同時也是女主角主要競爭對手Cassandra Kopelson，不過該劇在2013年播出一季後就喊停了。之後她又參與亞馬遜影業第一部喜劇《The Onion Presents：The News》的拍攝。
2013年，金同時主演了兩部獨立電影，一部是在2013年9月13日發行的《各懷心事》(Four) ，她在其中飾演Wendell Pierce的女兒Abigayle，因為這部電影，她與戲裡的其他三位演員一起贏得了洛杉磯電影節的最佳表演獎，另一部是她與拉維恩·考克斯(Laverne Cox)和布瑞特妮·歐德福德(Britne Oldford)一起參與演出的電影《36 Saints》。2014年，她在由休·格蘭特(Hugh Grant)和瑪麗莎·托梅(Marisa Tomei)主演的浪漫喜劇《編劇情緣》中擔任配角，這部電影2013年就拍攝了，但2015年才在美國發行。

### 2014–至今

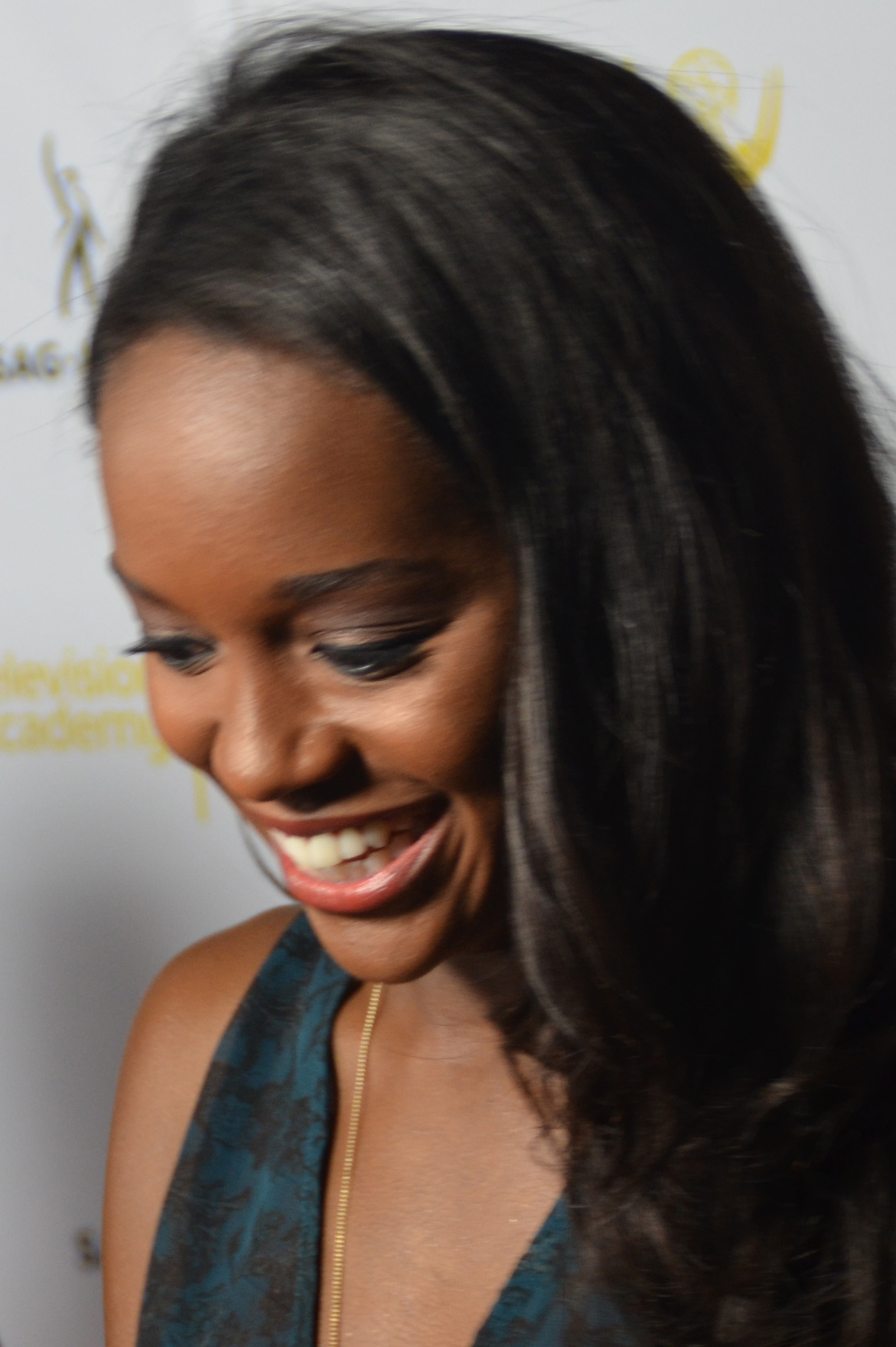
金 攝於2014年8月

2014年初，金在凱莉·雷利(Kelly Reilly)主演的ABC醫療電視劇《Black Box》中扮演常設角色Ali Henslee，該劇在播出一季後就停止了。 2014年2月，她被選為珊達·萊梅斯所製作的ABC法律電視劇《謀殺入門課》裡的主角之一，在該劇中薇拉·戴維絲是飾演法律系教授Annalize Keating，而金扮演的米凱拉·普萊特是教授的五位主要學生之一，另外四位分別由傑克·法洛希、阿爾弗雷德·伊諾奇、馬特·麥高瑞和凱拉·蘇薩扮演。該系列於2014年9月25日首播，獲得影評人和1400萬觀眾廣泛的好評。金也因此獲得了她的第一個有色人種促進協會形象獎的提名。
2015年，金第一次在科幻驚悚片《Reversion》中當上主角，該片於2015年10月9日於指定戲院上映，同年她在一部敘述美國歷史的電影《一個國家的誕生》中飾演女主角，這部電影是改編自1831年由奈特·杜納所領導的奴隸叛亂真實事件，同時參與該片拍攝的演員還有內特·帕克(Nate Parker)、Aunjanue Ellis、蓋柏莉·尤恩(Gabrielle Union)及艾米·漢默(Armie Hammer)，她飾演的是奈特·杜納的妻子Cherry，該電影於2016年1月25日在聖丹斯電影節（又稱日舞影展）中首映，並獲得影評人一致正面的評價，金的演技也是倍受肯定，綜藝雜誌將她列入電影節中演技最具突破性的演員之一，它寫道：「金在這部由內特·帕克所執導並在影展中光芒四射的電影裡，將自己從一個擁有現代魅力的時尚女孩變成一個19世紀的奴隸，並且在拍攝一段悲傷的場景時，金突破了她在以往其他作品中從未呈現的深度及廣度，於是一個有潛力的明日之星誕生了」，而這部電影讓金入圍了奧斯卡最佳女配角獎，也讓她獲得了有色人種促進協會形象獎–最佳電影女配角獎的提名。
2017年，金在電影《The Upside》中與凱文·哈特(Kevin Hart)、布萊恩·克蘭斯頓(Bryan Cranston)及妮可·基嫚(Nicole Kidman)合作，它是改編自2011年的法國電影《逆轉人生》。同年在傳記電影《A Girl from Mogadishu》中也是由她擔任女主角並飾演索馬利亞的社運人士Ifrah Ahmed。

## 作品一覽

### 電影
| 年度 | 片名                  | 腳色           | 備註 |
| ---- | --------------------- | -------------- | --- |
| 2008 | Gloria Mundi          | Dancer         | 微電影                                                                                                  |
| 2010 | A Basketball Jones    | Sara Walker    | 微電影                                                                                                  |
| 2010 | Eve                   | Celebrity      | 微電影                                                                                                  |
| 2011 | Damsels in Distress   | Positive Polly | |
| 2012 | Love Synchs           | Selene         | 微電影                                                                                                  |
| 2013 | 36 Saints             | Joan           | |
| 2013 | Four                  | Abigayle       | 洛杉磯電影節最佳戲劇影集整體演出獎                                                                      |
| 2014 | The Rewrite           | Rosa Tejeda    | |
| 2015 | Reversion             | Sophie Clé     | |
| 2016 | The Birth of a Nation | Cherry Turner  | NAACP劇情類影集最佳女配角獎–提名 Black Reel Award for Outstanding Breakthrough Performance, Female–提名 |
| 2017 | The Upside            | Latrice        | |
| 2018 | A Girl from Mogadishu | Ifrah Ahmed    | |

### 電視
| Year      | Title              | Role               | Notes                                        |
| --------- | ------------------ | ------------------ | -------------------------------------------- |
| 2010      | Blue Bloods        | Denise             | Episode: "Samaritan"                         |
| 2012      | Person of Interest | Lisa               | Episode: "Wolf and Cub"                      |
| 2012–13   | Emily Owens, M.D.  | Cassandra Kopelson | 13 episodes                                  |
| 2013      | The Blacklist      | Elysa Ruben        | Episode: "Frederick Barnes"                  |
| 2014      | Deadbeat           | N'Cole             | Episode: "Out-Of-Body Issues"                |
| 2014      | Black Box          | Ali Henslee        | 8 episodes                                   |
| 2014–至今 | 謀殺入門課         | 米凱拉·普萊特      | 60 episodes NAACP劇情類影集最佳女配角獎–提名 |
| 2018      | Scandal            | Michaela Pratt     | Episode: "Allow Me to Reintroduce Myself"    |

## 外部連結
- 雅佳·娜歐蜜·金在互联网电影资料库（IMDb）上的資料（英文）
- 雅佳·娜歐蜜·金的X（前Twitter）